# Acemya fishelsoni
Acemya fishelsoni är en tvåvingeart som beskrevs av Kugler 1968. Acemya fishelsoni ingår i släktet Acemya och familjen parasitflugor. Inga underarter finns listade i Catalogue of Life.